# Inga gereauana
Inga gereauana é uma espécie vegetal da família Fabaceae.
Árvore pequena conhecida apenas através de uma coleção botânica nas aproximidades da cidade de Iquitos e da Zona Reservada de Allpahuayo, na Província de Loreto, no Peru.
A Inga gereauana foi encontrada no oeste da floresta amazônica, em região pouca alterada, e de terra firme entre as altitudes de 120 e 150 metros.